# William Hamilton (filozof)

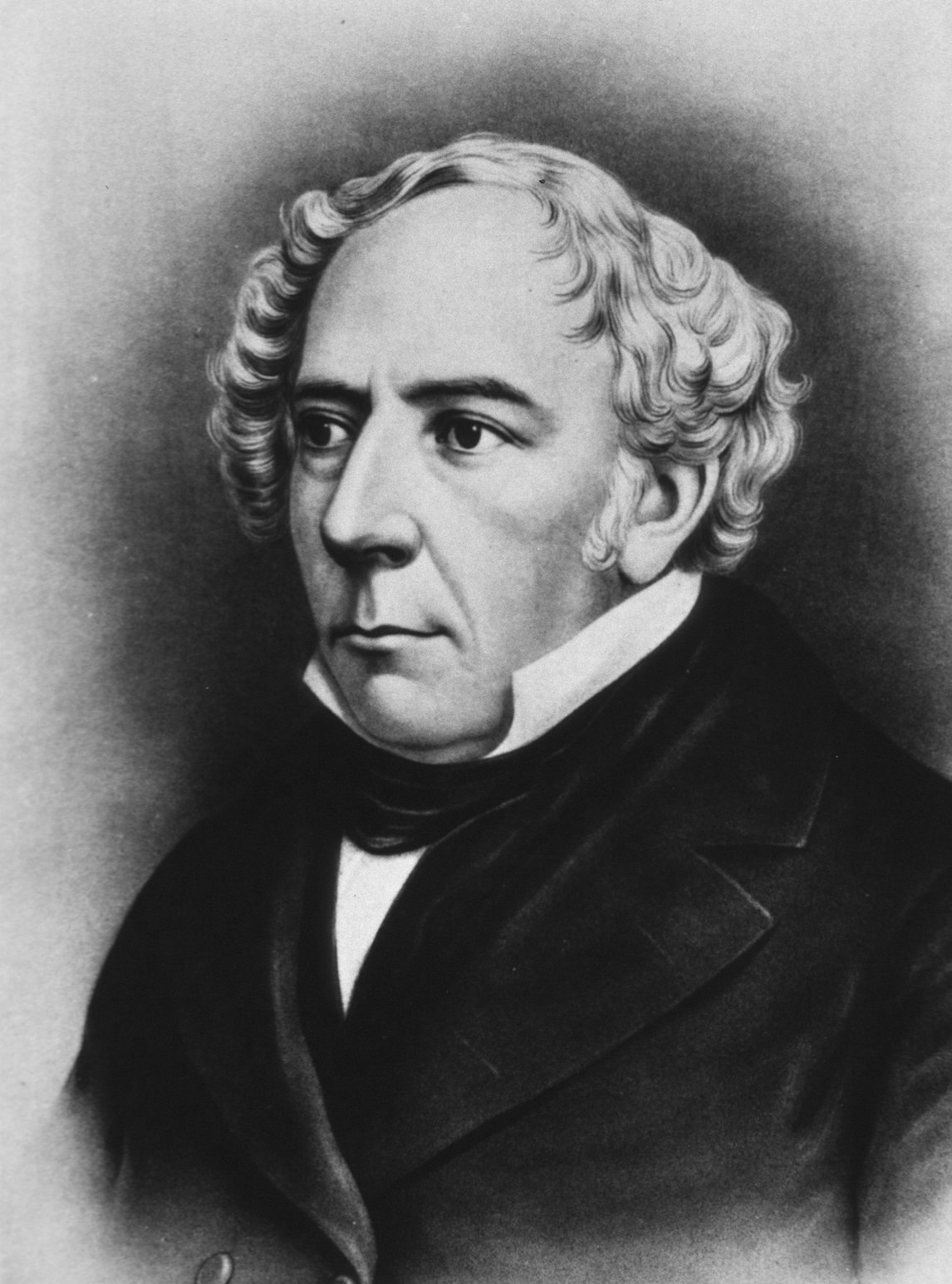
William Hamilton

William Hamilton (1788-1856) – szkocki filozof i logik, profesor Uniwersytetu w Edynburgu. Był jednym z pierwszych badaczy rozwijających algebrę logiki, zaś jego prace zainspirowały wpływowych logików brytyjskich XIX wieku, w tym George'a Boolea, Augustusa De Morgana czy Johna Venna.
Hamilton pobudził zainteresowanie metafizyką wśród ówczesnych wykształconych warstw Wielkiej Brytanii i zarazem spopularyzował filozofię Immanuela Kanta oraz innych niemieckich filozofów. Filozof John Stuart Mill opublikował książkę pt. An Examination of Sir William Hamilton's Philosophy będącą polemiką z poglądami Hamiltona oraz przedstawieniem własnego stanowiska filozoficznego.
Posiadał tytuł szlachecki Sir.